# Catheux
Catheux ist eine französische Gemeinde mit 101 Einwohnern (Stand 1. Januar 2022) im Département Oise in der Region Hauts-de-France; sie gehört zum Arrondissement Beauvais und zum Kanton Saint-Just-en-Chaussée. Hier entspringt der Fluss Celle.

## Geschichte
Im 19. Jahrhundert wurden im Zusammenhang mit der Verlegung der Eisenbahnstrecke auf Gemeindegebiet Sarkophage aus merowingischer Zeit entdeckt, deren genaue Lage jedoch nicht festgehalten wurde. Eine deutlich sichtbare Motte deutet ebenfalls auf eine Besiedlung zumindest seit frühmittelalterlicher Zeit hin.
Im Mittelalter besaß Catheux eine bedeutende Burg, die Anfang des 12. Jahrhunderts zur Grafschaft Breteuil gehörte; die Herrschaft Catheux wurde im 16. Jahrhundert zur Baronie erhoben und dem Marquisat de Thoix angeschlossen. Vom pikardischen Wort für Burg (cateau) hat der Ort auch seinen Namen.
Aus Catheux stammt Jean Le Féron, einer der Anführer der Jacquerie. Die Burg wurde im Zusammenhang mit diesem Aufstand zerstört. Ein Wiederaufbau auf der Zeit um 1788 wurde 1827 wieder abgerissen.

### Bevölkerungsentwicklung
| Jahr                       | 1962 | 1968 | 1975 | 1982 | 1990 | 1999 | 2005 | 2017 |
| Einwohner                  | 103  | 127  | 95   | 92   | 92   | 589  | 112  | 109  |
| Quellen: Cassini und INSEE |      |      |      |      |      |      |      |      |

## Sehenswürdigkeiten
- Motte und Graben der alten Burg, genanntVieux Catheux
- Kirche Saint-Denis aus dem 12. Jahrhundert (siehe auch: Liste der Monuments historiques in Catheux)

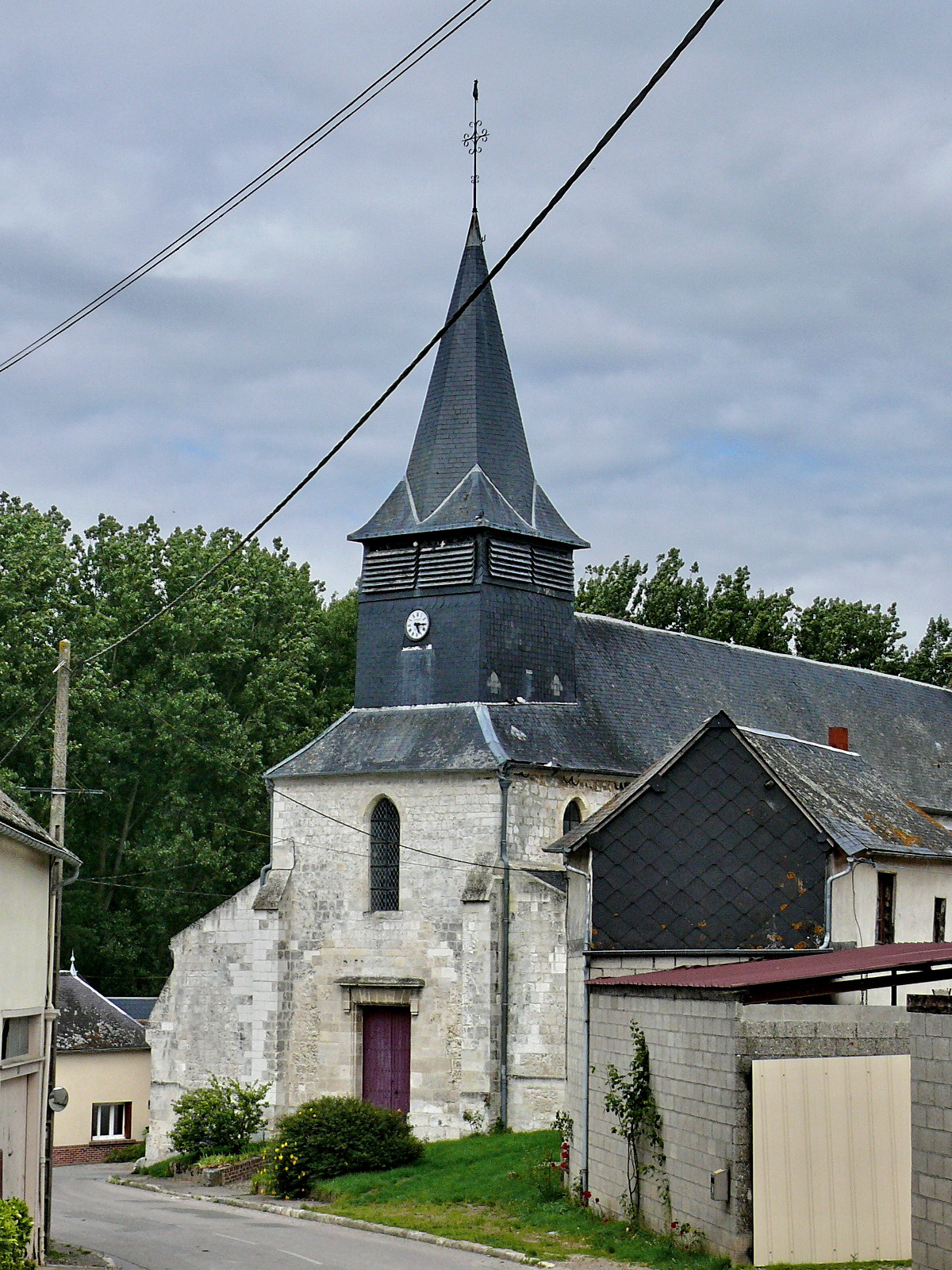
Kirche Saint-Denis
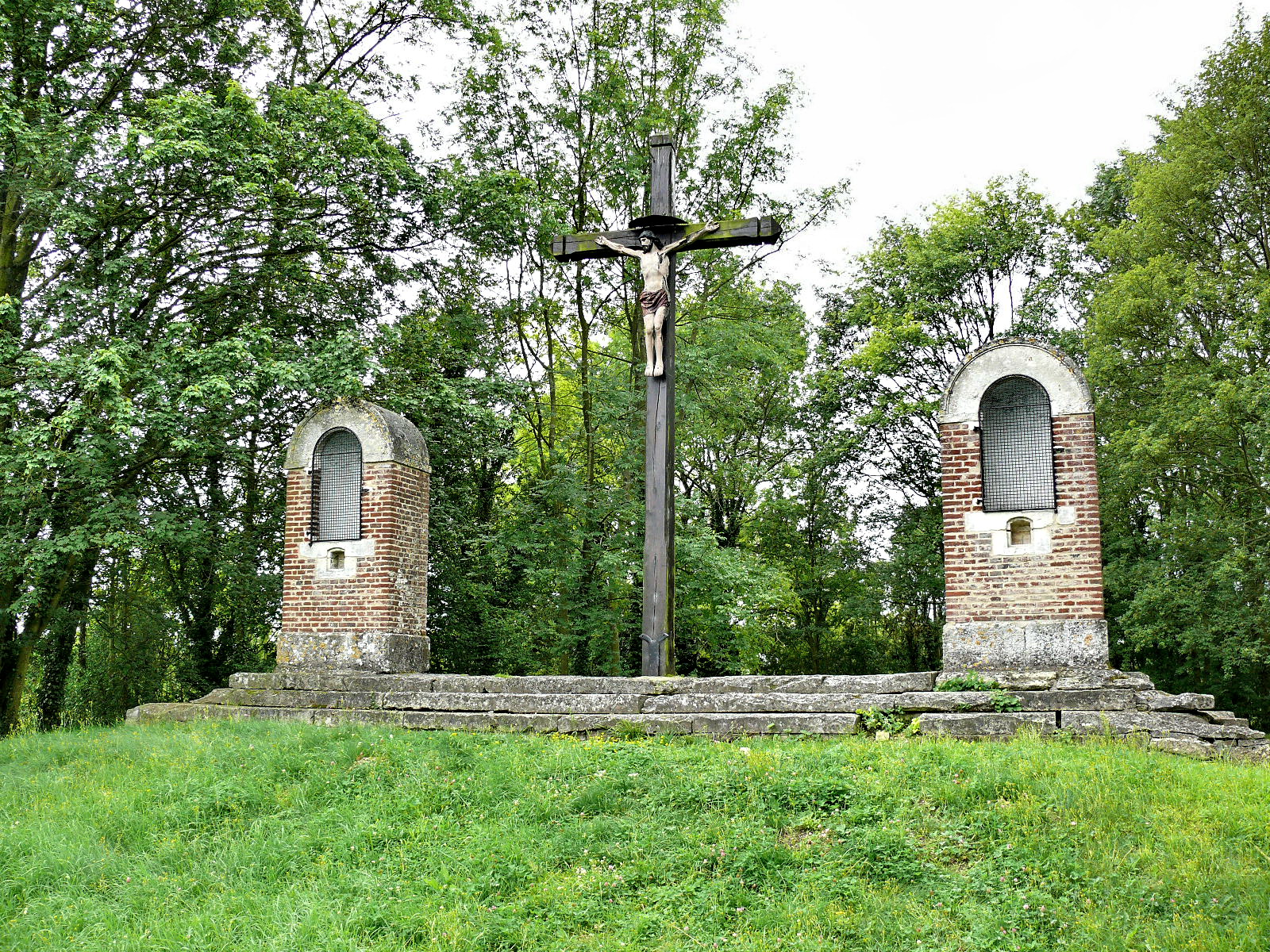
Calvaire

## Persönlichkeiten
- Baudot de Noyelles, seigneur de Noyelles-Vion, Catheux und Thilloloy, 1433 Ritter des Ordens vom Goldenen Vlies